# Elasmias jaurffreti
Elasmias jaurffreti é uma espécie de gastrópode  da família Achatinellidae.
É endémica de Maurícia.